# Ибн Каййим аль-Джаузия
Шамсудди́н Абу́ ’Абдулла́х Муха́ммад ибн Абу́ Бакр ад-Димашки, более известный как Ибн Каййим аль-Джаузийя (араб. ابن قيم الجوزية‎; 29 января 1292, Дамаск — 16 сентября 1350, там же) — мусульманский, толкователь Корана, видный представитель Ханбалитского мазхаба.
Прозвище «ибн Каййим аль-Джаузия» закрепилось за Шамсуддином, потому что он был сыном опекуна медресе Джаузия в Дамаске (арабское слово «каййим» (араб. قـيّم‎) можно перевести на русский язык как «уполномоченный» или «опекун»).

## Биография
Его полное имя: Абу ’Абдуллах Шамсуддин Мухаммад ибн Абу Бакр ибн Айюб ибн Са’д ибн Хариз ибн Макки Зайну-д-дин аз-Зур’и ад-Димашки. Родился в Дамаске седьмого числа месяца сафар 691 года по хиджре.
Он рос и воспитывался в доме глубоко верующих людей в атмосфере набожности и благочестия. Знания он начал получать ещё в детстве, будучи менее семи лет от роду. Начальное образование Ибн Каййим получил от отца в Дамаске. Затем учился праву, каламу, арабскому языку и литературе у известных учёных-богословов Дамаска. В то время этот город славился своими учёными-богословами. Позже молодой Шамсуддин отправился в поисках знаний в Египет.
Ибн Каййим был разносторонне образован. Так, знания хадисов он приобретал у судьи Такиуддина ибн Сулеймана, Исмаила ибн Мактума, Фатимы бинт Джаухар и других. Арабскому языку он учился у Али ибн Абу аль-Фатх Баали и под его руководством изучал книги «аль-Мулаххис» Абу-ль-Бака’а, «Джаржания», «Альфию ибн Малика», а также такие книги, как «аль-Кафия уа-ш-Шафия» и «Тасхиль». Знание усуль (основ) и фикха он приобретал у таких шейхов, как Сафиуддин аль-Хинди и ибн Таймия, а также у шейха Исмаила ибн Мухаммада аль-Харани, под руководством которых изучал книги «ар-Рауда» Ибн Кудамы, «аль-Ахкам» Амидия и многие другие.
Имя Ибн Каййима неразрывно связано с Ибн Таймиёй. С ним он не разлучался с начала проповеднической деятельности последнего в Египте в 712 году хиджры. В 1326 году они оба были заключены в тюрьму. Ибн Каййим был отпущен только после смерти Ибн Таймии в 728 году по хиджре; в период своего заключения Ибн Каййим занимался чтением Корана, размышляя над ним.
В 1340 году по григорианскому летосчислению он совершил паломничество в Мекку. В 1342 году Ибн Каййим аль-Джаузия провёл свою первую лекцию в медресе ас-Садрийя в Дамаске, в которой он затем преподавал вплоть до самой своей смерти в 1350 году.
Среди его учеников называются:
- Ибн Раджаб — хафиз, имам, учёный, аскет, автор книг о хадисах, фикхе, истории; он был неразлучным с ибн Каййимом вплоть до его смерти;
- Ибн Касир — хафиз, историк, хадисовед, автор многих книг, из которых самые известные — «Тафсир ибн Касира» (толкование Корана) и книга «аль-Бидая уан-Нихая» («Начало и конец»);
- Файрузабади — составитель толкового словаря арабского языка «аль-камус аль-мухит»[2].

## Богословские взгляды
Ибн Каййим считается самым известным учеником ибн Таймии из числа его современников. Он всеми силами старался популяризировать труды Ибн Таймии, почти во всех вопросах следовал Ибн Таймии. Благодаря ему идеи Ибн Таймии получили широкое распространение. Он много узнал от своего учителя, но считал наиболее важным следующее: его призыв к книге Всевышнего Аллаха и достоверной сунне пророка Мухаммада; руководство ими в повседневной жизни; понимание Корана и сунны так, как их понимали праведные предшественники; отрицание всякого рода новшеств в религии и очищение её от тех нововведений (бида), которые предпринимали мусульмане по собственной инициативе, основываясь на ошибочных убеждениях в течение предшествующих веков — веков упадка, застоя и слепого подражания.
Ибн Каййим был специалистом в области толкования Корана, знатоком хадисов и их методологии, отлично знал калам и тонкости арабского языка. В его трудах можно найти положения, близкие к антропоморфизму (ташбих-таджсим). Признавал деление единобожия (таухид) на три вида (улюхийа-рубубийа-асма ва сыфат) — единство Аллаха как Творца (таухид ар-рубубиййа), как единственного объекта для поклонения (таухид аль-улюхиййа) и как Обладателя атрибутивных имен (таухид аль асма ва-с-сыфат).
Считал запретным специальные посещения (зиярат) к могиле пророка Мухаммада, угодников и праведников (авлия). Многие его положения были подвергнуты жёсткой критике со стороны ортодоксальных суннитов. Как и Ибн Таймия, отвергал слепое следование религиозным авторитетам и по различным вероучительным и правовым проблемам считал необходимым ссылаться только на очевидные доказательства из исламских первоисточников; в то же время широко использовал методику ханбалитской правовой школы. Отрицал правомочность иджмы.
Отличительной особенностью учения суннитского ислама считал его «среднее положение» без крайностей. Ибн Каййим придавал большое значение духовности и её роли в религии. В отличие от Ибн Таймии, он испытал на себе значительно более сильное влияние суфизма.

## Труды
Результатом разносторонних научных изысканий ученого явилось много книг. Ибн Каййим является автором книг по толкованию Корана, праву, хадисам, каламу. Известно около 100 его сочинений. Вот лишь некоторые из них:
- «Благодатный дождь прекрасных слов» (араб. الوابل الصيب من الكلم الطيب‎, Аль-Ва́биль ус-сэ́ййиб мин аль-калим ит-таййиб)
- «Болезнь и лекарство» (араб. الداء والدواء‎, Ад-Да ва ад-дава)
- «Большие грехи»
- «Высокий минарет (для различения) достоверных и слабых хадисов» (араб. المنار المنيف في الصحيح والضعيف‎, Аль-Мана́р уль-муни́ф фис сахих вад да’иф)
- «Дух» (араб. الروح‎, Ар-Рух)
- «Исцеление для больного. Вопросы предопределения, его мудрости и причины» (араб. شفاء العليل في مسائل القضاء والحكمة والقدر والتعليل‎, Шифа́ уль-али́ль фи маса́иль иль-када́ валь хикма валь кадр ват та’али́ль)
- «Исчерпывающий исцеляющий ответ про Спасенную группу» (араб. الكافية الشافية في الانتصار للفرقة الناجية‎, Аль-Кафи́ят уш-ша́фия филь интиса́р лиль фи́ркат ин-на́джия
- «Ключ к Обители счастья» (араб. مفتاح دار السعادة‎, Мифта́ху да́р ис-са’а́да)
- «Мудрости» (араб. الفوائد‎, Аль-Фава́ид)
- «Описание рая и наслаждений его обитателей»
- «Оружие терпеливых и припасы благодарящих» (араб. عدة الصابرين وذخيرة الشاكرين‎, ’У́ддат ус-сабири́н ва захи́рат уш-шакири́н)
- «Письмо в Табук» (араб. الرسالة التبوكية‎, Ар-Риса́лят ут-табуки́йя)
- «Притчи Корана» (араб. الأمثال في القرآن الكريم‎, Аль-амса́ль мин аль-Кур’а́н иль-кари́м)
- «Провиант будущего мира»
- «Путь двух переселений и врата двух счастий» (араб. طريق الهجرتين وباب السعادتين‎, Тари́к уль-хиджратайн ва баб ус-са’адатайн)
- «Сад влюбленных и отдохновение увлеченных» (араб. روضة المحبين ونزهة المشتاقين‎, Ра́вдат уль-мухибби́н ва ну́зхат уль-муштакин)
- «Спасение отчаявшихся от сетей Сатаны» (араб. إغاثة اللهفان من مصائد الشيطان‎, Ига́сат уль-лягфа́н мин маса́ид иш-шайта́н)
- «Степени идущих» (араб. مدارج السالكين‎, Мада́ридж ус-салики́н)
- «Целительное письмо о нормах двух последних глав Корана»
- «Экстракты мудрости» (араб. بدائع الفوائد‎, Бада́и уль-фава́ид).

## Публикации
на русском языке
- Ибн Каййим аль-Джаузийя. Фаваид=Полезные наставления / Отв. ред. Шейх Бакр ибн Абдуллах Абу Зейд; пер. с араб. Е. Сорокоумовой. — М.: Умма, 2013. — 480 с. — ISBN 978-5-94824-208-8.